# Локомотив (стадіон, Іркутськ)
«Локомоти́в» (рос. «Локомотив») — стадіон в Іркутську. Розрахований на 3 231 глядача. Домашня арена футбольного клубу «Радіан-Байкал» (Іркутськ). Є частиною спорткомплексу «Локомотив», розташованого на місці колишнього велосипедного майданчика «Циклодром» (відкритий 1893 року в Кайському гаї), якого вважають однією з найстаріших спортивних споруд Росії.
Стадіон побудовано в малому спортивному ядрі спорткомплексу «Локомотив». У вересні 2006 року відбулося офіційне відкриття поля. Газон на полі є штучним. Більшість робіт щодо будівництва стадіону завершено 2007 року. Перша офіційна гра відбулася 7 травня 2007 року: «Зірка» (Іркутськ) — «Сибір» (Новосибірськ) — 1:0.
До спорткомплексу «Локомотив» входить також майданчик для картингу.